# Cœurs
Cœurs is een Franse dramafilm uit 2006 onder regie van Alain Resnais. Het scenario is gebaseerd op het toneelstuk Private Fears in Public Places (2004) van de Britse auteur Alan Ayckbourn.

## Verhaal
Dan is pas ontslagen uit het leger. Hij begint te drinken en ontvlucht het sociale leven. Zijn verloofde Nicole gelooft nog in hem. Gaëlle is tevergeefs op zoek naar de ware liefde. Haar broer Thierry wordt verliefd op zijn collega Charlotte, maar zij speelt een spelletje met hem. Lionel heeft een baan als barman en zorgt voor zijn zieke vader.

## Rolverdeling
- Sabine Azéma: Charlotte
- Isabelle Carré: Gaëlle
- Laura Morante: Nicole
- Pierre Arditi: Lionel
- André Dussollier: Thierry
- Lambert Wilson: Dan
- Claude Rich: Vader van Lionel
- Michel Vuillermoz: Tv-showarchitect